# 너의 다큐멘트
《너의 다큐멘트》는 2008년 7월 24일 파스텔 뮤직에서 발매된 한희정의 첫 번째 정규 음반이다.

## 개요
- 한희정이 모든 곡의 작사, 작곡, 프로듀스를 담당했다.

## 수록곡
1. 너의 다큐멘트
2. 브로콜리의 위험한 고백
3. 우리 처음 만난 날
4. Drama (feat. 이언 from 못)
5. 잃어버린 날들
6. re
7. 산책
8. glow
9. 휴가가 필요해
10. 나무